# Hình tượng hổ trong văn học
Hình tượng con hổ hay Chúa sơn lâm đã xuất hiện từ lâu đời và gắn bó với lịch sử của loài người. Trong nhiều nền văn hóa khác nhau thế giới, hình ảnh con hổ gợi lên những liên tưởng về sức mạnh, sự thanh thế, oai linh, vẻ đẹp rực rỡ nhưng đầy bí hiểm, sự uyển chuyển với cơ thể vằn vện thấp thoáng lượn sóng cũng như tính hung hãn, thú tính của một dã thú là động vật săn mồi hàng đầu và cũng là một biểu tượng của đẳng cấp chiến binh đồng thời toát lên vẻ đẹp khôi vĩ và sức mạnh.
Hổ được miêu tả nhiều trong văn học của các nước.

## Phương Đông

### Trung Quốc

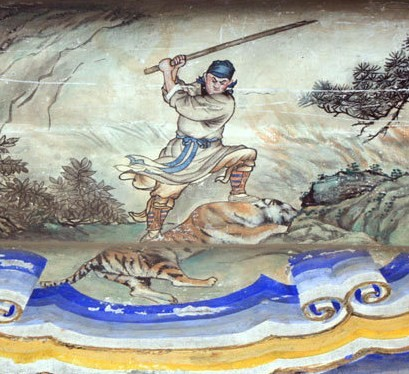
Tranh vẽ tả cảnh Võ Tòng giết hổ

Trong văn học Trung Hoa, hổ xuất hiện trong nhiều tác phẩm kinh điển như: Tây Du Ký (hổ đóng vai trò là những con yêu quái hại người), trong đó hổ xuất hiện và tấn công Đường Tam Tạng khi ông này chuẩn bị qua biên giới Đại Đường, sau đó được một người thợ săn ở biên giới giải cứu và giết chết con hổ. Lần thứ hai, con hổ tấn rình tấn công Đường Tam Tạng thì bị Tôn Ngộ Không đánh chết, Ngộ Không đã lấy da con hổ để làm áo mặc và bộ da hổ này theo Tôn Ngộ Không suốt quá trình đi thỉnh kinh. Một lần khác, Đường Tam Tạng từng bị con yêu tinh phù phép biến thành hổ. Và con hổ đáng chú ý nhất là con hổ tinh trong lốt yêu quái đạo sĩ ở nước Xa Trì gồm Dương Lực Đại Tiên (con Dê), Hổ Lực Đại Tiên (hổ) và Lộc Lực Đại Tiên (con hươu)
Tam Quốc Diễn nghĩa với việc làm nền cho những anh hùng xuất hiện, trong tác phẩm này có kể về một trận đánh của quân Thục với quân Nam Man trong đó, quân Nam Man đã dùng các loài dã thú, rắn rết trong đó có hổ để tấn công quân Thục. Trong tác phẩm này ngoài Ngũ Hổ tướng, còn có Vương Song viên tướng được mô tả là thân hình dài chín thước, lưng gấu, mình hổ, mắt đen nhưng con ngươi vàng và được phong là Hổ oai tướng quân. Tác phẩm Thủy Hử với hình tượng trứ danh Võ Tòng đã hổ trên đồi Cảnh Dương ngoài ra hổ còn được mô tả qua việc ăn thịt mẹ của Lý Quỳ và ông này đã trả thù bằng cách tìm về hang cọp giết hổ báo thù cho mẹ của mình.
Trong điển tích Võ Tòng đã hổ, câu chuyện cụ thể là khi Võ Tòng trên đường về quê thăm anh, khi đi ngang qua huyện Dương Cốc (nay là thành phố Liễu thành), ông ghé vào một tửu quán, bên ngoài ghi là "Uống 3 chén không nên qua đồi". Võ Tòng là một người mê rượu, thấy dòng chữ này rất khó chịu, hỏi tại sao thì chủ quán kể có chuyện con hổ thành tinh chuyên ăn thịt người trên đồi Cảnh Dương, ai uống quá say không nên đi qua đó. Võ Tòng nghe vậy rất phẫn nộ, uống một mạch hết rượu trong quán. Chiều hôm đó, ông đang trong cơn say, một mình cầm gậy lên đồi tìm Hổ. Sớm hôm sau gặp Hổ, ông cầm gậy vờn với mãnh thú tới tối. Đến lúc trời chạng vạng sáng, sau khi dùng nhiều mưu kế mà không được, ông vứt gậy, một tay nhận đầu hổ xuống đất, một tay đấm, con hổ bể đầu chết tươi.

### Việt Nam
Gậm một khối căm hờn trong cũi sắt, 

Ta nằm dài, trông ngày tháng dần qua. 

Khinh lũ người kia ngạo mạn, ngẩn ngơ, 

Giương mắt bé diễu oai linh rừng thẳm, 

Nay sa cơ, bị nhục nhằn tù hãm, 

Để làm trò lạ mắt, thứ đồ chơi.

Nhớ cảnh sơn lâm, bóng cả, cây già, 

Với tiếng gió gào ngàn, với giọng nguồn hét núi, 

Với khi thét khúc trường ca dữ dội, 

Ta bước chân lên, dõng dạc, đường hoàng. 

Lượn tấm thân như sóng cuộn nhịp nhàng, 

Vờn bóng âm thầm, lá gai, cỏ sắc, 

Trong hang tối, mắt thần khi đã quắc, 

Là khiến cho mọi vật đều im hơi.

Ta biết ta là chúa tể muôn loài, 

Giữa chốn thảo hoa không tên, không tuổi. 

Nào đâu những đêm vàng bên bờ suối 

Ta say mồi đứng uống ánh trăng tan? 

Đâu những ngày mưa chuyển bốn phương ngàn 

Ta lặng ngắm giang sơn ta đổi mới? 

Đâu những bình minh cây xanh nắng gội, 

Tiếng chim ca giấc ngủ ta tưng bừng? 

Đâu những chiều lênh láng máu sau rừng 

Ta đợi chết mảnh mặt trời gay gắt, 

Để ta chiếm lấy riêng phần bí mật?

Than ôi! Thời oanh liệt nay còn đâu?
Thế Lữ
Hình tượng con hổ cũng xuất hiện nhiều qua văn học Việt Nam, bên cạnh những câu chuyện cổ tích xuất hiện từ lâu như như Trí khôn của ta đây, Cóc kiện trời, Thỏ rừng và hùm xám, Con hổ có lá gan chuột nhắt, Mèo vẫn hoàn mèo, thì hổ còn được nhắc đến trong các tác phẩm văn học thời cổ như: Hịch tướng sĩ của Trần Hưng Đạo, Thuật hoài của Phạm Ngũ Lão, Lĩnh Nam Chích Quái, Mãnh hổ hành" (Bài hành về con hổ dữ) của nhà thơ Nguyễn Hành (nhà thơ), Truyện Kiều của Nguyễn Du, Lục Vân Tiên của Nguyễn Đình Chiểu. Cũng như những tác phẩm thời kỳ cận đại và hiện đại như: Thần Hổ của Tchya, Đường Rừng của Lan Khai, Nhật ký trong tù của Hồ Chí Minh, Tây Tiến của Quang Dũng (với câu thơ: Đêm đêm Mường Hịch cọp trêu người), Như những ngọn gió Hua Tát của Nguyễn Huy Thiệp và đặc biệt là bài thơ Nhớ rừng của Thế Lữ khi tác giả mô tả chân thực cảnh một con hổ trong vườn bách thú và hình dung ra hình ảnh của nó khi tự do trong rừng, thông qua hình ảnh con hổ, Thế Lữ dùng để biểu tượng về hình ảnh của một đất nước, dân tộc Việt Nam đang thời kỳ Pháp thuộc. Trong đó câu than thở Than ôi, thời oanh liệt nay còn đâu! đã trở nên trứ danh.
Trong truyện cổ tích Trí khôn của ta đây người Việt đã lý giải sự tích của những hình thù vằn vện trên mình hổ, con hổ được đóng vai trò là kẻ xấu và truyện nhằm đề cao trí khôn của con người trong công cuộc chống lại những loài thú giữ trong đó con hổ hiền lành, dại dột, bị người lừa. Trong truyện cóc kiện trời thì hổ đóng vai trò quan trọng, là một trong những con vật theo cóc lên thiên đình để kiện trời, hổ đóng vai trò quan trọng khi là con vật mạnh nhất trong đoàn quân của nhân gian, chính hổ đã xé xác thiên lôi buộc Ngọc Hoàng phải điều đình với đoàn quân của nhân gian.
Trong câu chuyện Chú Cuội, kể việc Cuội vào rừng sâu tìm cây thì trông thấy một cái hang cọp, có bốn con cọp con đang vờn nhau. Cuội liền xông đến vung rìu bổ cho mỗi con một nhát lăn quay trên mặt đất. Nhưng vừa lúc đó, cọp mẹ cũng về tới nơi. Nghe tiếng gầm kinh hồn ở sau lưng, Cuội chỉ kịp quẳng rìu leo thoắt lên ngọn một cây cao. Từ trên nhìn xuống, Cuội thấy cọp mẹ lồng lộn trước đàn con đã chết. Nhưng chỉ một lát, cọp mẹ lẳng lặng đi đến một gốc cây gần chỗ Cuội ẩn, đớp lấy một ít lá rồi trở về nhai và mớm cho con. Chưa đầy ăn giập miếng trầu, bốn con cọp con đã vẫy đuôi sống lại, khiến cho Cuội vô cùng sửng sốt. Chờ cho cọp mẹ tha con đi nơi khác, Cuội mới lần xuống tìm đến cây lạ kia đào gốc vác về.
Ngoài ra trong nhiều truyện kể dân gian, cọp đóng vai thần cứu tinh, như trong Tống Trân Cúc Hoa được truyền tụng trong giới người Kinh lẫn người Thượng phía Bắc, theo đó mô tả chi tiết Sơn Thần thương tình biến thành mãnh hổ, tình nguyện mang thư Cúc Hoa sang Tần. Trong câu chuyện Thoại Khanh, Châu Tuấn, hổ xuất hiện giữa rừng khuya, cọp cõng Thoại Khanh và mẹ chồng sang tận nước Tề để tìm chồng. Giai thoại Con hổ có nghĩa đã được đưa vào Sách giáo khoa ở Việt Nam cho thấy hổ cũng là con vật có tình nghĩa, biết đền ơn xứng đáng người đã giúp đỡ mình.
Trong tuồng hát bội Hổ Thành Nhân, thế kỷ XIX cũng có kể chuyện hổ sinh ra người. Truyện dân gian có Ông Nghè hóa cọp chế diễu những người chưa đỗ ông Nghè đã đe hàng tổng. Giai thoại về bác Ba Phi(Nguyễn Long Phi, 1884-1964) ở Cà Mau còn có chuyện bắt cọp xay lúa, xử án cọp, người ta cũng kể câu chuyện về việc bác Ba Phi từng đánh bại hổ dữ, theo đó, ở vùng U Minh có con hổ đực rất khôn ngoan, nhiều người lạc chân trong rừng thường mất tích một cách bí ẩn mà người ta nghi bị nó ăn thịt, sau này khi nó bắt một người phụ nữ đang làm ruộng thì bác Ba Phi được mời tới để đánh hạ con hổ dữ này, một cuộc chiến quyết liệt đã xảy ra và bác Ba Phi đã đánh thắng con hổ.
Trong truyện Lục vân Tiên hổ cũng được bố trí xuất hiện ba lần một lần cởi trói cho tiểu đồng và đưa ra đại lộ, một lần dưới dạng du thần đưa Vân Tiên ra khỏi hang Thương Tòng và lần cuối, cọp bắt hai mẹ con Thể Loan bỏ lại trong hang Thương Tòng để quả báo nhưng không ăn thịt. Tác phẩm này, Nguyễn Đình Chiểu đã mô tả về hổ trên góc độ cái nhìn của nhân dân Nam bộ, theo đó hai diện mạo: khuôn mặt tự nhiên là ác thú vì Trên cơ bản, cọp vẫn là ác thú ăn thịt người do đó Trịnh Hâm mới bắt tiểu đồng trói vào gốc cây để trước cho hùm cọp ăn mày/Hại Tiên phải dụng mưu này mới xong/Vân Tiên ngồi những đợi trông/Trịnh Hâm về nói tiểu đồng cọp ăn (Truyện Lục Vân Tiên câu 875-878) và khuôn mặt cứu tinh, lại là một nhân vật hư cấu có suy tính khi hành động: Sơn quân ghé lại một bên/Cắn dây mở trói cõng lên ra đàng. 

Hổ Shere Khan, con hổ tàn ác trong tác phẩm Sách của rừng xanh

Nhà văn Tchya đã phản ánh hình tượng con hổ vào tiểu thuyết Thần Hổ xuất bản năm 1937, và Ai hát giữa rừng khuya vào năm 1942 của tác giả Vũ Ngọc Phan (1902-1987). Trong tiểu thuyết này đã mô tả về Thần Hổ xuất thân từ những con hổ đã ăn thịt hơn trăm người, trong tai nổi lên hơn trăm tia máu đỏ, nghe được ngàn dặm, và nếu có chạm mình vào lá cũng không quên. Vị thần Hổ đây là con hổ xám, hổ vàng, và khi họp hội đồng cơ mật dưới gốc một đại thụ, vị thần Hổ thường trút bỏ bộ lông trắng, biến thành một ông già đầu râu tóc bạc đường bệ. Bị hổ vồ là có số, những kẻ bị giống mãnh thú ấy xơi đã có tên trong quyển sổ do thần Hổ giữ. Thật là một sự định mệnh, không sao trốn thoát được. Rồi những người mang họ Đèo trong truyện Thần Hổ của Tchya mà tất cả con cháu phải làm mồi cho hổ chỉ vì ông tổ của họ đã dám phạm đến một con hổ già, làm hắn chột một mắt và tuyệt đường sinh sản, là một họ rất am tường số mệnh. Sự báo thù thật là ghê gớm tất cả con cháu họ Đèo khi đã sa vào nanh vuốt hổ, người nào cũng bị móc mất một mắt và cắn xé mất hạ bộ. Thần Hổ ra oai và gieo vạ cho cả dòng giống những người đã dám phạm đến thần.
Ngoài ra, trong Truyện Đường Rừng, 1940, Lan Khai (1906-1945) kể chuyện Người hóa hổ, người và súc vật có thể hóa kiếp cho nhau. Hình ảnh của hổ với sự kỳ bí về bộ lông tráng lệ, oai phong lẫm liệt, và hành tung bí ẩn được thể hiện qua Trái Tim Hổ trong nhóm mười truyện Như những ngọn gió Hua Tát của Nguyễn Huy Thiệp, đăng trên báo Văn Nghệ 1987, xuất bản thành sách 1988 theo đó ở bản Hua Tát có con hổ kỳ dị người ta đồn có trái tim khác thường, chỉ nhỏ bằng hòn sỏi và trong suốt, là bùa hộ mệnh cùng là vị thuốc thần. Hình ảnh con hổ qua văn học đã gây ảnh hưởng và điều kiện hóa đời sống tinh thần người dân với hình ảnh của muông thú đang và đáng được bảo vệ là tài sản thiên nhiên, uy dũng, hùng tráng diễm lệ và kỳ ảo, cọp là vẻ đẹp của một trần thế đang phôi pha. Tác phẩm Bí mật trên đồi Hổ táng (1985) của nhà văn Bá Dũng cũng nhắc đến truyền thuyết về con hổ có nghĩa.

## Phương Tây
Trong văn học phương Tây, hổ đã gây cảm hứng đến nhiều người. Cả Rudyard Kipling trong The Jungle Books và William Blake trong Songs of Experience miêu tả nó như là con thú dữ tợn và đáng e sợ. Trong The Jungle Books, con hổ Shere Khan là kẻ thù lớn nhất và nguy hiểm nhất của Mowgli, ông vua không ngai của rừng rậm nhiệt đới. Những chi tiết về con hổ cái Champawat và làm thế nào nó đã bị hạ sát có thể được tìm thấy trong cuốn sách Những kẻ ăn thịt người ở Kumaon (năm 1944), được viết bởi chính Jim Corbett. Tại thị trấn Champawat gần cầu Chataar và trên đường đến Lohaghat, người ta đã đặt một tấm bảng xi-măng, đánh dấu nơi con hổ bị hạ sát. Tuy nhiên, vị trí chính xác nơi mà các con hổ đã bị giết bởi Jim Corbett là gần hơn với vị trí hiện tại của nhà máy thủy điện đó là từ tấm bảng này khoảng 1 km (0,62 dặm).
Nhưng trong truyện tranh Calvin and Hobbes của Bill Watterson, Hobbes là con hổ đôi khi thoát ra khỏi vai trò của nó như là một con thú để ôm ấp. Ở một khía cạnh khác là Tigger (Tíc-gơ), con hổ trong truyện Gấu Pooh của A. A. Milne, là con hổ luôn luôn đem lại may mắn và không bao giờ đem lại sự sợ hãi, sau đó hãng Walt Disney Television Animation sản xuất bộ phim My Friends Tigger & Pooh có xây dựng hình ảnh về chú hổ Tíc-gơ là chú hổ giọng khàn, hay di chuyển bằng cách nhảy tưng tưng bằng đuôi. Trong tác phẩm A Tiger for Malgudi thì Yogi là con hổ tốt. Nhà văn Yann Martel đã đoạt giải Man Booker Prize năm 2002 với tiểu thuyết Cuộc đời của Pi (Life of Pi) về cậu bé Ấn Độ sống sót trên Thái Bình Dương với con hổ Bengal và đã được Lý An dựng thành bộ phim cùng tên.
Ở châu Âu, nhà thơ người Anh William Blake đã sáng tác bài thơ về hổ với tựa đề The Tyger tạm dịch là Chúa sơn lâm và được coi là bài thơ hay nhất trong sự nghiệp của ông và là bài thơ thuộc thể loại văn tuyển (anthology) hay nhất ở Anh với những trích đoạn nghệ thuật mô tả sự rực rỡ và mãnh lực của hổ: 
Chao ôi hổ! Hổ cháy bừng như lửa
Chúa sơn lâm bừng cháy giữa rừng đêm
Ánh mắt nào, bàn tay nào bất tử
Có thể tạo ra cái vẻ kinh hoàng.
........
Bờ vai nào, và từ đâu nghệ thuật
Tạo đường gân thớ thịt của con tim?
Mỗi khi con tim dồn lên nhịp đập
Chân tay nào tạo nên vẻ khiếp kinh?
........

## Khác
Trong văn học Ấn Độ, Tiểu thuyết Cọp trắng nguyên bản tiếng Anh The White tiger giải thiêng văn hóa Ấn Độ giải Man Booker 2008 tác phẩm mô tả việc xuất thân từ bóng tối nhưng Balram muốn làm cọp trắng, loài vật trong rừng mà mỗi thế hệ chỉ có một con, phá cũi vươn về thế giới ánh sáng. Khát vọng của Balram không dễ thực hiện được trong xã hội anh đang sống. Và cọp trắng Balram đã không từ thủ đoạn, kể cả giết chết ông chủ và mặc kệ số phận gia đình để một mình thoát khỏi bóng tối. trong văn hóa của người Khmer Nam Bộ, trong những câu truyện cổ phổ biến có 02 câu chuyện liên quan đến hổ là Thỏ và cọp và câu chuyện Thầy thuốc rắn cứu cọp nhằm nêu lên khát vọng về công lý và công bằng, tuy vậy nhân vật chính trong hai câu chuyện này lại là con thỏ.